# La Quiniela (España)

Logotipo de La Quiniela, de Loterías y Apuestas del Estado de España

La Quiniela es un juego de azar español, gestionado por Loterías y Apuestas del Estado, que se basa en la Primera División y Segunda División de fútbol. Es costumbre en España la creación de peñas que juegan combinaciones múltiples entre varios participantes.

## Historia

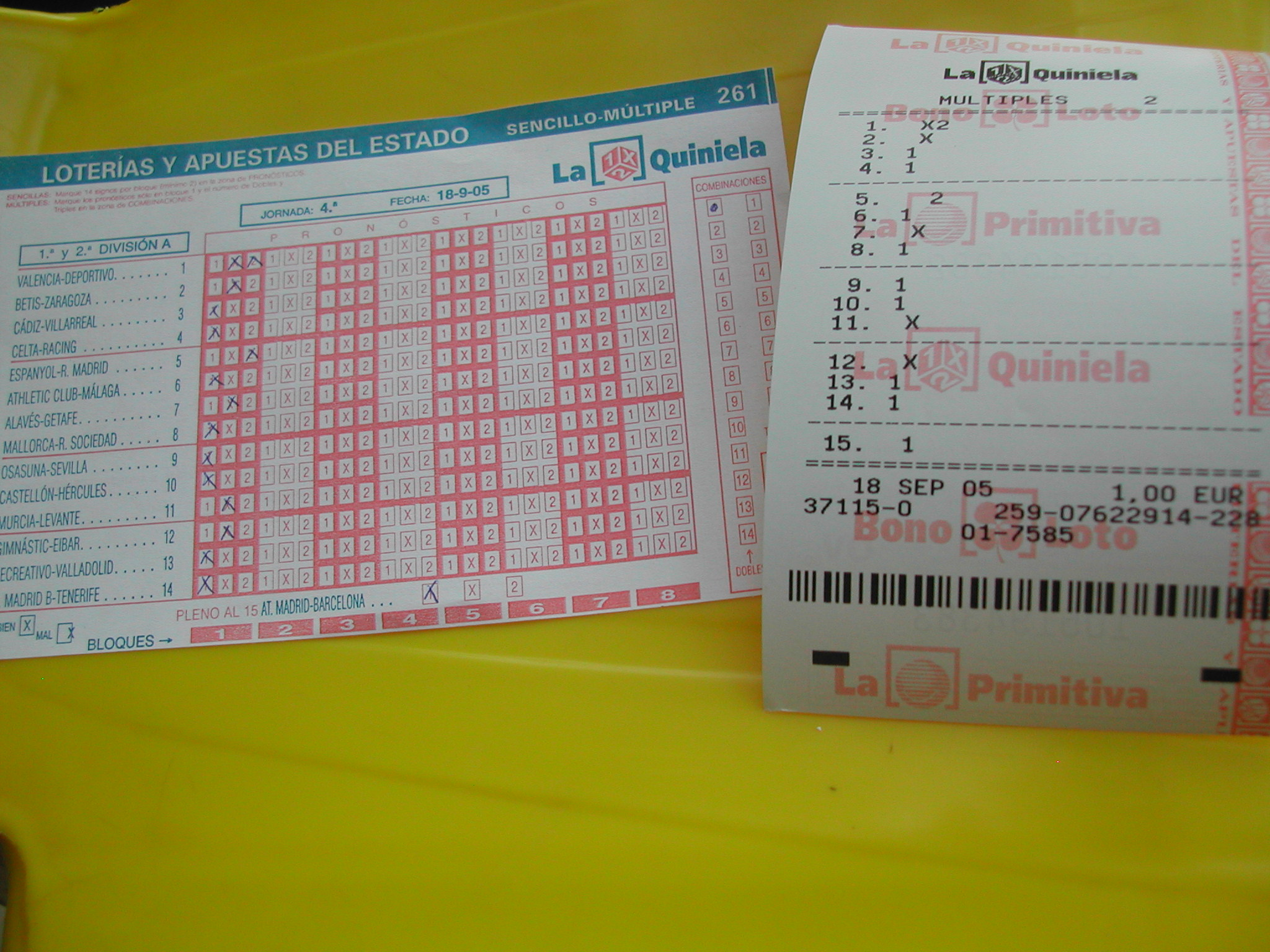
Boletos de juego de La Quiniela para la temporada 2005.

Aunque hay debate sobre los inicios, parece que la primera jornada de la Quiniela fue la del 22 de septiembre de 1946 con un boleto de 7 partidos, aunque su origen real se sitúa en La Callealtera, una taberna de Santander en 1929. El fútbol en España estaba ya bastante arraigado y de hecho ya se apostaba de forma no oficial entre peñas creadas con tal fin. La primera quiniela tuvo cierto éxito desde el principio, jugándose 38.530 boletos en esa primera jornada, con una recaudación de 77.060 pesetas. Cada boleto tenía un coste de 2 pesetas. Los premios en esa jornada fueron de 9.603 pesetas para los dos acertantes de primera categoría, 7.202 pesetas para el único acertante de segunda, 4.801 para el único acertante de tercera y poco más de 59 pesetas para los 58 acertantes de cuarta categoría.
La recaudación se repartía entre premios (45%), beneficencia (45%) y gastos administrativos y de distribución (10%) que administraba el Patronato de Apuestas Mutuas Deportivo-Benéficas.
El primer formato de apuesta era complejo, ya que los apostantes no solo tenían que pronosticar el ganador, además tenían que pronosticar el número de goles de cada equipo. Con un sistema de puntuación se conseguían establecer los ganadores de las distintas categorías.
En la temporada de 1948 se instauró el sistema 1X2, por el que solo se pronostica si gana el equipo local (1), gana el visitante (2) o el partido queda en empate (X). Salvo leves modificaciones como en el número de partidos y qué hacer en caso de que el partido no se celebre, las reglas generales de la Quiniela siguen hoy en día en ese formato.
Durante estos más de 70 años de vigencia, la recaudación total ha superado los 10.500 millones de euros, se han celebrado más de 2.500 jornadas y un total de más de 35.000 partidos jugados.
La edad mínima para participar en el sorteo es de 18 años.

## La Quiniela en la actualidad
Actualmente, la apuesta se realiza sobre una lista de 15 partidos, normalmente 9 de Primera División y 6 de Segunda División. Las semanas en las que existen compromisos internacionales de selecciones, se incluyen en el boleto 4 partidos internacionales (el partido que dispute la selección española y los otros 3 más destacados) y los once partidos de la jornada de Segunda División.
La dispersión de horarios de la Primera División en los últimos años, con partidos en lunes y, desde la temporada 2012-13 también en viernes, han motivado un cambio en la distribución de partidos. El partido no se incluye, pues la validación de apuestas termina el sábado. Y cuando es posible no se incluye el del lunes, para no alargar el boleto un día más. Así pues, la norma habitual en la temporada 2012-13 es que haya 7 u 8 partidos de Primera División, y el resto de Segunda, si hay jornada.
Cada partido se marca con un signo para las apuestas simples, pudiendo realizarse apuestas de dos o tres signos (dobles y triples) para las apuestas múltiples. Los signos permitidos son el 1, si se apuesta por la victoria del equipo que figura en primer lugar (normalmente el local), la X en el caso de que se crea que van a empatar, o el 2, si se apuesta por la victoria del equipo que figura en segundo lugar (normalmente el visitante).

## Premios
En la Quiniela, como en otros juegos de Loterías y Apuestas del Estado, se destina el 55 % de la recaudación a los premios, que se distribuyen por categorías:
- Categoría especial: 14 aciertos más el pleno al quince: 7,5 % de la recaudación
- 1.ª categoría: 14 aciertos: 16 % de la recaudación
- 2.ª categoría: 13 aciertos: 7,5% de la recaudación
- 3.ª categoría: 12 aciertos: 7,5 % de la recaudación
- 4.ª categoría: 11 aciertos: 7,5 % de la recaudación
- 5.ª categoría: 10 aciertos: 9 % de la recaudación

En caso de que no haya acertantes de categoría especial, se acumulará bote para la siguiente semana para esta categoría. En caso de que no hubiera acertantes de primera, su premio pasaría al bote de la semana siguiente. Si no hubiera acertantes de segunda, este premio se sumaría al de los acertantes de tercera, si tampoco de tercera, el premio se acumularía a los de cuarta, y lo mismo con los de cuarta a quinta. Si tampoco hubiera acertantes de quinta, el total acumulado se sumaría al bote de la semana siguiente. De haber varios acertantes en una misma categoría, el premio se repartiría a partes iguales entre ellos. En ningún caso un premio de determinada categoría puede ser superior a un premio de una categoría superior. Si sucediera esto, se sumaría el premio de ambas categorías y se repartiría a partes iguales entre los acertantes de ambas.
Ya empezada la temporada 2012-13, el Gobierno instauró un gravamen a los premios considerados "altos". Este afecta al 20 % del importe que excede de 2500€. Así, hasta esa cantidad no se aplica el gravamen, pero a la que excede de 2500€ se le deduce el 20 %.
Un premio de 3000€, pues, queda libre en sus primeros 2500€, pero hay que deducir el 20 % de los 500 € restantes. El importe que recibirá el premiado será pues de 2900€, ya que 100 € corresponderán al gravamen.
Este gravamen se aplica sobre la columna ganadora; es decir, no se aplica si un pronosticador obtiene premios por un importe mayor de 2500€ correspondientes a diversos premios de importes inferiores a esa cantidad. Esta cantidad de 2500€ ha ido variando recientemente, ya que el 5 de julio de 2018 pasó a ser 10.000€, el 1 de enero de 2019 pasó a 20.000€ y desde el 1 de enero de 2020 es de 40.000€.
En caso de que uno o varios partidos no se celebren, se realiza un sorteo llenando el bombo del que se extrae el resultado con el porcentaje relativo de unos, equis y doses que se hayan apostado sobre cada partido.

## Anécdotas
El dictador Francisco Franco era aficionado a las quinielas. El 28 de mayo de 1967 fue, junto con otras nueve personas, máximo acertante (obtuvo doce aciertos), consiguiendo un premio de 900 333,10 pesetas. Comprobado el premio, mandó a su ayudante Carmelo Moscardó a cobrarla y el boleto lo conservaba enmarcado el Patronato Nacional de Apuestas Mutuas como joya curiosa.